# 마이티 조 영 (1949년 영화)
마이티 조 영(Mighty Joe Young)은 미국에서 제작된 어니스트 B. 쇼드사크 감독의 1949년 모험, 판타지, 드라마 영화이다. 테리 무어 등이 주연으로 출연하였고 머리안 C. 쿠퍼 등이 제작에 참여하였다.

## 출연

### 주연
- 테리 무어
- 벤 존슨

### 조연
- 로버트 암스트롱
- 프랭크 맥휴
- 더글러스 포리
- 데니스 그린
- 폴 가일포일
- 네스토 파이바
- 레지스 투미
- 로라 리 미첼
- 제임스 플러빈

## 제작진
- 미술: 제임스 바세비
- 의상: 아델 밸컨

## 같이 보기
- 킹콩
- 킹콩 (1933년 영화)